# 대수적 수

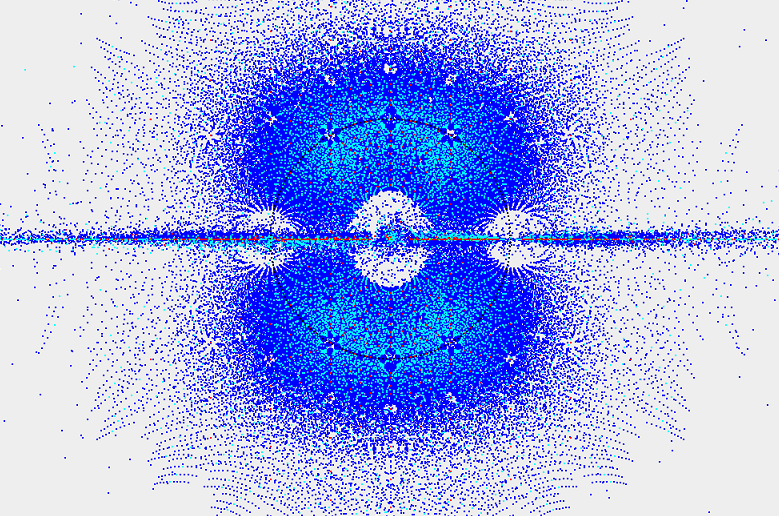
복소평면 속의, 유리수 계수 1차~4차 다항식의 근인 대수적 수들의 분포. 1차 다항식의 근은 녹색, 2차는 적색, 3차는 하늘색, 4차는 청색으로 채색하였다.

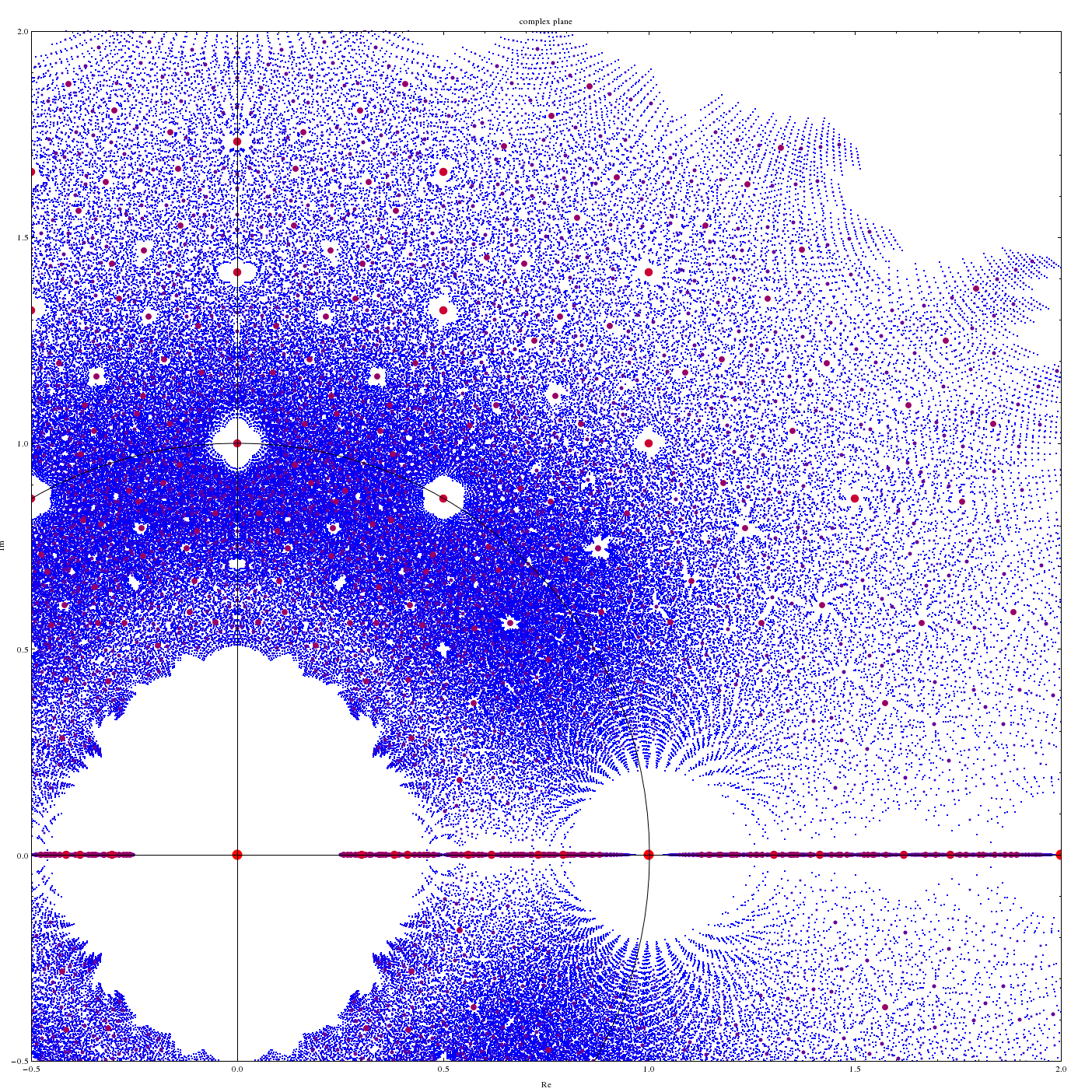
낮은 차수의 대수적 정수의 분포. 낮은 차수의 다항식의 해는 붉은 색의 점, 비교적 고차 다항식의 해는 푸른 색의 점으로 나타내었다.

수론에서 대수적 수(代數的數, 영어: algebraic number)는 유리수 계수의 일계수 다항식의 근을 이루는 복소수이다.

## 정의
복소수 {\displaystyle z\in \mathbb {C} }에 대하여, 다음 조건들이 서로 동치이다. 이를 만족시키는 복소수를 대수적 정수(代數的整數, 영어: algebraic integer)라고 한다.
- {\displaystyle p(z)=0}이지만 {\displaystyle p\neq 0}인 일계수 다항식 {\displaystyle p\in \mathbb {Z} [x]}가 존재한다.
- {\displaystyle [\mathbb {Q} (z):\mathbb {Q} ]}는 유한하며, 또한 {\displaystyle \mathbb {Z} [z]}는 유한 생성 아벨 군이다
- {\displaystyle [\mathbb {Q} (z):\mathbb {Q} ]}는 유한하며, 또한 {\displaystyle zM\subset M\subset \mathbb {C} }인 유한 생성 아벨 군 {\displaystyle M}이 존재한다.

대수적 정수의 집합은 정역을 이루며, {\displaystyle {\mathcal {O}}_{\bar {\mathbb {Q} }}}로 쓴다.
복소수 {\displaystyle z\in \mathbb {C} }에 대하여, 다음 두 조건이 서로 동치이며, 이를 만족시키는 복소수를 대수적 수라고 한다.
- {\displaystyle p(z)=0}이지만 {\displaystyle p\neq 0}인 일계수 다항식 {\displaystyle p\in \mathbb {Q} [x]}가 존재한다.
- {\displaystyle a/b=z}인 대수적 정수 {\displaystyle a,b\in {\mathcal {O}}_{\bar {\mathbb {Q} }}}가 존재한다 ({\displaystyle b\neq 0}).

대수적 수들의 집합은 체를 이루며, {\displaystyle {\bar {\mathbb {Q} }}}라고 쓴다. 정의에 따라, 이는 대수적 정수들의 정역의 분수체이다.
{\displaystyle {\bar {\mathbb {Q} }}=\operatorname {Frac} {\mathcal {O}}_{\bar {\mathbb {Q} }}}
대수적 수가 아닌 복소수를 초월수(超越數, 영어: transcendental number)라 한다.
일반적으로, 주어진 수가 대수적인지 여부를 증명하는 것은 매우 어렵다. 예를 들어, {\displaystyle \pi +e}와 같은 경우에도 현재 초월수인지의 여부가 증명되지 않았다.

## 성질

### 대수적 수의 체
대수적 수의 체는 가산 무한 집합이다.
{\displaystyle |{\bar {\mathbb {Q} }}|=\aleph _{0}}
복소수체의 크기는 {\displaystyle 2^{\aleph _{0}}>\aleph _{0}}이므로, 대부분의 복소수는 대수적 수가 아니다.
대수적 수의 집합은 체를 이룬다. 즉, 대수적 수들의 합 · 곱 · 역수는 대수적 수이다. 또한, 임의의 대수적 수 {\displaystyle a\in {\bar {\mathbb {Q} }}} 및 유리수 {\displaystyle b\in \mathbb {Q} }에 대하여, {\displaystyle a^{b}}는 (만약 정의된다면) 대수적 수이다. 그러나 {\displaystyle b}가 무리수일 경우 이는 일반적으로 성립하지 않는다. 겔폰트-슈나이더 정리(영어: Gelfond-Schneider theorem)에 따르면, 대수적 수 {\displaystyle a} 및 무리수 {\displaystyle b}에 대하여, 만약 {\displaystyle a\neq 0}이며 {\displaystyle a\neq 1}이라면 {\displaystyle a^{b}}는 초월수이다.
대수적 수의 표수는 0이며, 유리수체의 대수적 폐포이다. 모든 대수적 수는 어떤 대수적 수체에 속한다. 즉, 대수적 수의 집합은 (복소수체로의 매장을 부여한) 모든 대수적 수체들의 합집합과 같다.
대수적 수의 체를 유리수체의 확대체로 보았을 때, {\displaystyle {\bar {\mathbb {Q} }}/\mathbb {Q} }는 무한 차수의 갈루아 확대이다. 이 확대의 갈루아 군은 유리수체의 절대 갈루아 군이다.

### 대수적 정수의 환
대수적 정수의 가환환은 다음 성질들을 만족시킨다.
- 베주 정역이다. (즉, 두 주 아이디얼의 합이 주 아이디얼이다.)
- (스스로의 분수체 속에서) 정수적으로 닫힌 정역이다.
- 크룰 차원이 1차원이다. (대수적 정수의 집합은 정수환 {\displaystyle \mathbb {Z} }의 {\displaystyle \mathbb {C} } 속에서의 정수적 폐포이며, 이는 크룰 차원을 보존한다.)
- 뇌터 환이 아니다. (따라서 데데킨트 정역이나 주 아이디얼 정역이 아니다.) 예를 들어, 주 아이디얼들의 열 {\displaystyle (2^{2^{-1}}),(2^{2^{-2}}),(2^{2^{-3}}),\dots }은 무한 상승 사슬을 이룬다.
- 유일 인수 분해 정역이 아니다.

따라서, 대수적 정수의 인수 분해는 일반적으로 유일하지 않지만, 유한 개의 대수적 정수의 최대공약수를 정의할 수 있다.
모든 대수적 정수는 어떤 대수적 수체의 대수적 정수환의 원소이며, 그 역 또한 성립한다. 즉, 대수적 정수의 집합은 모든 대수적 수체의 대수적 정수환들의 합집합이다.

## 예
{\displaystyle 2+{\sqrt {3}}}은 {\displaystyle x^{2}-4x+1=0}의 근이므로 대수적 정수이다. 허수단위 {\displaystyle i}는 {\displaystyle x^{2}+1=0}의 근이므로 대수적 정수이다.
5차 이상의 일반적인 방정식의 해는 거듭제곱근으로 나타낼 수 없지만, 만약 방정식의 계수들이 모두 대수적 수인 경우 그 해는 대수적 수이다.

### 초월수의 예
원주율 {\displaystyle \pi }나 자연로그의 밑 {\displaystyle e}는 초월수이다. 또한 다음과 같은 수가 초월수임이 알려져 있다.
- {\displaystyle e^{a}} ({\displaystyle a\in {\bar {\mathbb {Q} }}\setminus \{0\}})
- 원주율 {\displaystyle \pi }
  - 원적문제(圓積問題, 영어: squaring the circle)는 주어진 원과 넓이가 같은 정사각형을 작도하는 문제이다. {\displaystyle \pi }가 초월수임에 따라 이는 불가능하다.
- {\displaystyle e^{\pi }}
- {\displaystyle 2^{\sqrt {2}}}
- {\displaystyle i^{i}}. (복소수 거듭제곱은 분지 절단에 따라 달라지지만, 가능한 모든 분지에 대하여 이는 초월수이다. 예를 들어, 한 분지에서는 {\displaystyle i^{i}=\exp(i\pi /2)^{i}=\exp(-\pi /2)}이다.)
- 0이 아닌 유리수 {\displaystyle a\in \mathbb {Q} \setminus \{0\}}에 대하여 {\displaystyle \sin a}, {\displaystyle \cos a}, {\displaystyle \tan a}.
- 1이 아닌 양의 유리수 {\displaystyle a\in \mathbb {Q} ^{+}\setminus \{1\}}에 대하여, {\displaystyle \ln a}

그러나 {\displaystyle \pi +e}는 초월수임이 알려져 있지 않다. 만약 샤누엘 추측(영어: Schanuel’s conjecture)이 참이라면, {\displaystyle \pi +e}는 초월수이다.
다음과 같은 실수는 리우빌 상수(영어: Liouville’s constant)라고 하며, 초월수이다.
{\displaystyle \sum _{k=1}^{\infty }10^{-k!}=0.110001000000000000000001000....}

## 역사
고대 수학에서는 대수적 수의 개념이 존재하지 않았다. 그러나 정수의 비로 나타낼 수 없는 수(무리수)의 발견과 거듭제곱근 및 사칙 연산으로 나타낼 수 없는 수(아벨-루피니 정리)의 발견 이후, 모든 수가 정수 또는 유리수 계수의 다항식의 근으로 나타낼 수 있는지, 즉 초월수가 존재하는지의 여부가 대두되었다.
레온하르트 오일러는 대수적 수와 초월수를 최초로 구분하였고, 초월수의 존재를 추측하였다. 1844년에 조제프 리우빌은 최초의 초월수의 예로 리우빌 상수를 제시하였다.
리우빌 상수는 초월수의 존재를 증명하기 위해 특별히 만들어진 수이다. 수학에 자연스럽게 등장하는 수 가운데 처음으로 초월수임이 증명된 수는 상수 e이며, 이는 샤를 에르미트가 1873년에 증명하였다. 1882년에는 페르디난트 폰 린데만이 원주율 또한 초월수임을 증명하였다. 이것은 고대 그리스 수학의 난제였던 원적문제가 불가능함을 보여주었다.
1874년에 게오르크 칸토어는 실수 또는 복소수의 집합이 비가산 집합임을 증명하여, 대부분의 복소수가 초월수임을 보였다 (칸토어의 정리).
다비트 힐베르트는 1893년에 {\displaystyle \pi }와 {\displaystyle e}의 초월성에 대한 간단한 새로운 증명을 발견하였다.
1900년에 힐베르트는 힐베르트의 23 문제 가운데 7번째 문제로, 만약 {\displaystyle a}가 0 또는 1이 아닌 대수적 수이며 {\displaystyle b}가 무리 대수적 수일 경우 {\displaystyle a^{b}}가 초월수인지 여부를 제시하였다.
| “ | 에르미트의 지수 함수에 대한 수론 정리와 린데만의 그 확장은 만대(萬代)의 수학자들이 칭송할 것입니다. 이와 더불어, 이 정리를 더 일반화하는 문제가 자연스럽게 대두됩니다. 나는 우리가 공격할 다음 표적으로서, 다음과 같은 문제를 제시하고자 합니다. 해석학에서 중요한 몇몇 초월 함수가 대수적 수에 대하여 대수적인 값을 갖는 것은 매우 특이하고 흥미로운 현상입니다. 반대로, 일반적인 초월 함수는 심지어 대수적 수에 대해서도 초월수 값을 가진다고 추측할 수 있습니다. 모든 대수적 수에 대하여 유리수 값을 갖는 전해석 초월 함수가 알려져 있기는 합니다. 그렇지만 {\displaystyle e^{i\pi z}}와 같은 지수 함수의 경우, 유리수 {\displaystyle z}에 대하여 대수적 값을 갖지만, 대수적 무리수 {\displaystyle z}에 대해서는 항상 초월수일 확률이 매우 높습니다. […] 이러한 종류의 문제의 해결은 혁신적인 기법, 특히 무리수와 초월수에 대한 새 통찰을 가져올 것입니다. Hermites arithmetische Sätze über die Exponentialfunction und ihre Weiterführung durch Lindemann sind der Bewunderung aller mathematischen Generationen sicher. Aber zugleich erwächst uns die Aufgabe, auf dem betretenen Wege fortzuschreiten. Ich möchte daher eine Klasse von Problemen kennzeichnen, die meiner Meinung nach als die nächstliegenden hier in Angriff zu nehmen sind. Wenn wir von speciellen, in der Analysis wichtigen transcendenten Functionen erkennen, daß sie für gewisse algebraische Argumente algebraische Werte annehmen, so erscheint uns diese Thatsache stets als besonders merkwürdig und der eingehenden Untersuchung würdig. Wir erwarten eben von transcendenten Funktionen, daß sie für algebraische Argumente im Allgemeinen auch transcendente Werte annehmen, und obgleich uns wohl bekannt ist, daß es thatsäcblich ganze transcendente Functionen giebt, die für alle algebraischen Argumente sogar rationale Werte besitzen, so werden wir es doch für höchst wahrscheinlich halten, daß z.B. die Exponentialfunction eiπz die offenbar für alle rationalen Argumente z stets algebraische Werte hat, andrerseits für alle irrationalen algebraischen Argumente z stets transcendente Zahlenwerte annimmt. […] Es ist gewiß, daß die Lösung dieser und ähnlicher Probleme uns zu ganz neuen Methoden und zu neuen Einblicken in das Wesen specieller irrationaler und transcendenter Zahlen führen muß. | ” |
|   | — |   |

이 문제는 1934년에 겔폰트-슈나이더 정리에 의해 참임이 밝혀졌다. 이 결과는 1960년에 앨런 베이커에 의해 확장되었다.

## 같이 보기
- 대수적 수체
- 대수적 정수환
- 겔폰트-슈나이더 정리
- 대수적 확대
- 초월 확대